# Max Lilja

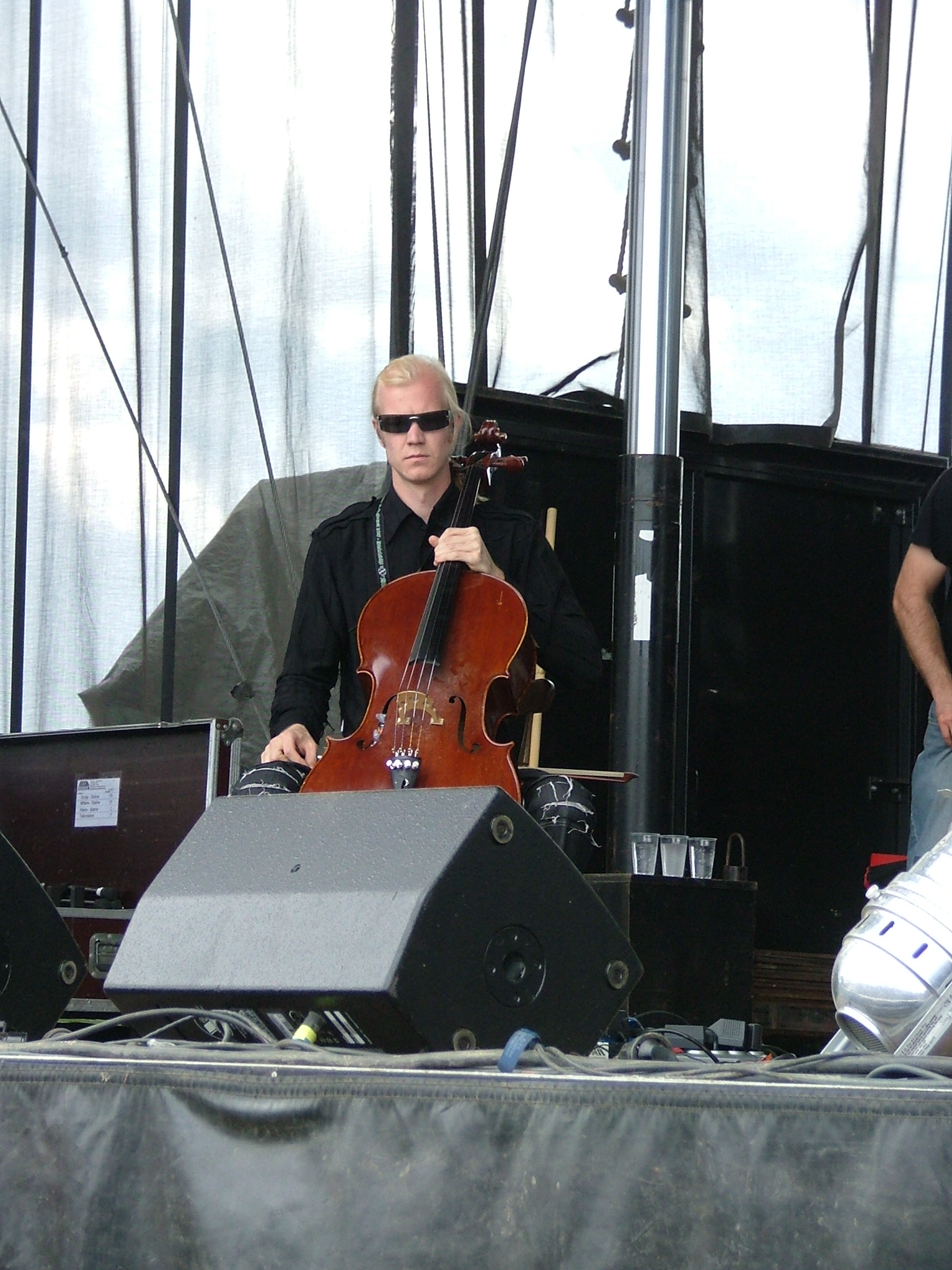
Max Lilja

Max Lilja (1975) is een Finse cellist. Hij is een voormalig lid van de Finse band Apocalyptica. Tegenwoordig speelt hij in de band Hevein. Lilja heeft sessiewerk gedaan voor de tour van Tarja Turunen.
- MusicBrainz: fc6c07b0-e05d-4fa8-a29b-1f49184efdab
- Nationale Bibliotheek van Tsjechië: xx0102157
- Virtual International Authority File: 100861194